# Personaggi di Splatoon
Questa voce descrive i personaggi di Splatoon, serie videoludica sparatutto in terza persona.

## Protagonisti
Tutti i protagonisti e personaggi giocanti della serie sono doppiati da Yuki Tsuji.
Capitana (司令?, Shirei)
Precedentemente conosciuta come Numero 3 (３号?, San-Gō), è la protagonista di Splatoon e un personaggio ricorrente della serie. È un Inkling che trasferisce a Coloropoli all'età di 14 anni. Viene arruolata fin da subito da Capitan Seppia nella Nuova Divisione Branchia per recuperare il Gran Pescescossa, rubato dagli Octariani. Dopo aver sconfitto Bivalvus il subacqueo, Capitan Seppia viene rapito, e la Capitana viene assistita dalle nipoti Numero 1 e 2. Una volta faccia a faccia con DJ Octavius, Numero 1 e 2 si rivelano essere le Sea Sirens e cantano Calamari Inkantation, permettendo a Seppia di liberarsi. La Capitana quindi sconfigge il capo degli Octariani, salvando anche il Gran Pescescossa. 2 anni dopo Seppia e la Capitana sono tornati a perlustrare il Distretto Polpo, quando si imbattono in un Octoling ed il trio viene attaccato, separandosi nella Metropolpitana. La Capitana riappare all'ultimo a salvare Numero 8 e Seppia da Tartar, ma perde i sensi, venendo catturata e fatto il lavaggio del cervello da quest'ultimo. Fortunatamente viene liberata da Numero 8, perdendo però di nuovo i sensi. Al suo risveglio scopre che Tartar è stato sconfitto. Poco prima degli avvenimenti di Splatoon 3, Seppia la promuove come Capitana della Nuova Divisione Branchia, prendendo questo nomignolo. Successivamente assiste la nuova Numero 3 nell'indagine dei siti di Alterna alla ricerca di Seppia. Una volta presi tutti i pezzi del "tesoro", la Capitana li utilizza per liberare il Centro Spaziale di Alterna, ma si ferisce nel mentre. Trovando Seppia nella sua forma mollusca disidratato, la Capitana lo prende e versa una lacrima, riportandolo in vita.
Numero 4 (4号?, Yon-Gō)
Protagonista di Splatoon 2. È un Inkling che si trasferisce a piazza Coloropoli all'età di 14 anni. Viene arruolata da Marina nella Nuova Divisione Branchia per cercare sua cugina Stella, dispersa. Combattendo nella Valle Polpo, viene aiutata da Armand con varie armi diverse ad ogni missione. Scendendo sempre più nella valle incontra finalmente Stella, a cui è stato fatto il lavaggio del cervello da DJ Octavius. Insieme a Marina, sfida i due, salvando sia Stella che il Gran Pescescossa. Tempo dopo viene presentata ufficialmente alle Tenta Cool da Seppia e Nori la assume come sistema di difesa anti-virus del Noriverse. Tuttavia Minusco prenderà parte dell'anima di 4, trasformandola in una Tavoletta. Minusco utilizzerà anche i suoi dati per creare il leader del Canone Parallelo, parte della sua offensiva.
Numero 8 (8号?, Hachi-Gō)
Conosciuta anche come Otto (ハチ?, Hachi), è la protagonista dei contenuti scaricabili Octo Expansion e Torre dell'Ordine. È un Octoling che faceva parte dell'armata Octariana. Una volta ascoltata Calamari Inkantation, mentre osservava la battaglia tra la Capitana ed Octavius, decide di lasciare l'esercito. Si imbatte nella Capitana e Seppia, ma vengono attaccati, perdendo i sensi. Al suo risveglio si ritrova nella Metropolpitana con Seppia e decidono di collaborare. Incontrano Tartar, che promette ai due di farli tornare alla "Terra promessa" se collezionano quattro "cose". Con l'aiuto delle Tenta Cool, Otto riesce a recuperarle, ma si scopre essere una trappola escogitata dal telefono. Viene salvata dalla Capitana, che però perde i sensi. Cercando una via d'uscita con l'aiuto delle Tenta Cool, si imbatte in una Capitana corrotta che deve sconfiggere. Finalmente all'esterno, Tartar decide di annientare il mondo intero, ma Otto riesce a fermarlo grazie ai Nordigni di Nori e l'Algorgheggio di Alga. Otto viene invitata al Tour delle Tenta Cool e si offre volontaria come prima cavia del Noriverse. Al suo interno però perde la memoria ed incontra Alga sotto forma di drone ed una Octoling chiamata Acht. Il trio salva Nori dalle grinfie di Minusco. Otto ripeterà più volte la Torre dell'Ordine per liberare tutte le anime bloccate nel Noriverse e fermare Minusco.
Numero 3 (３号?, San-Gō)
Protagonista di Splatoon 3. Al contrario dei precedenti agenti, il suo sesso non è specificato e può essere sia un Inkling che un Octoling. Numero 3 vive a Splatville insieme al suo fedele compagno Salmonello (コジャケ?, Kojake). Incontra il pensionato Seppia al Cratere, che sostiene che l'ennesimo rapimento del Gran Pescescossa sia ancora opera degli Octariani. Una volta incontrato e sconfitto DJ Octavius tuttavia afferma che non è opera loro. il pavimento sotto di loro crolla ed il trio si separa. A quel punto incontra ad Alterna, una cava sotterranea, la Nuova Divisione Branchia che l'arruola per ritrovare Seppia. Lungo il cammino viene sfidato più volte dal Trio Triglio, che vuole prendere possedimento del "Tesoro". Una volta arrivati al Centro Spaziale di Alterna si scopre che era tutto un piano di Ursus per riportare in vita i mammiferi e vola nello spazio per lanciare la Melma pelosa contro tutto il pianeta. Numero 3 lo segue, venendo quasi sconfitto inizialmente, ma viene salvato da DJ Octavius che, insieme a Salmonello, l'aiuta a battere Ursus.

## Personaggi principali
Sea Sirens (シオカラーズ?, Shiokarāzu)
Doppiate da: keity.pop (Stella), Mari Kikuma (Marina)
Duo idol pop di Coloropoli, composto dalle cugine Stella (アオリ?, Aori) e Marina (ホタル?, Hotaru), e sono dei personaggi ricorrenti della serie. Sono due Inkling. In Splatoon sono le giornaliste del Notiziario di Coloropoli, il cui compito è annunciare eventi, aggiornamenti e gli scenari. Sono le nipoti del Capitan Seppia e lavorano per la Nuova Divisione Branchia sotto l'identità segreta di Numero 1 (1号?, Ichi-Gō) e Numero 2 (2号?, Ni-Gō). Nel secondo capitolo Stella viene rapita da DJ Octavius, che le fece il lavaggio del cervello, costringendola a combattere per gli Octariani. Marina allora arruola Numero 4 per cercare e liberare la cugina. Nel terzo capitolo assistono la Capitana e Numero 3 ad Alterna.
Capitan Seppia (アタリメ司令?, Commander Atarime)
Doppiato da: Mahito Yokota
Precendente capitano della Nuova Divisione Branchia. È un anziano Inkling che combatté nella Grande Guerra Mollusca ed è il nonno di Stella e Marina. Egli farà da guida al protagonista durante le missioni nel primo capitolo, nella Octo Expansion e all'inizio del terzo. Tra il secondo e il terzo capitolo cede il titolo di capitano al protagonista del primo capitolo.
Giudigatto (ジャッジくん?, Jajjy-kun)
Gatto appartenente alla razza American Wirehair e sembra essere uno dei pochi mammiferi rimasti in vita dopo la grande estinzione degli uomini. Era il gatto del "professore". Il suo compito è decretare i vincitori e i perdenti delle gare che si svolgono nella modalità multigiocatore.
Armand (ブキチ?, Bukichi)
Capo dell'Antica Armeria, presente in tutti i capitoli della serie. È un fanatico militare chiacchierone e proviene da una famiglia rispettabile di Coloropoli. In Splatoon 2 aiuta Numero 4 nelle sue missioni consegnandole armi.
Tenta Cool (テンタクルズ?, Tentakuruzu)
Doppiate da: Rina Itou (Alga), Alice Peralta (Nori)
Duo idol pop di Coloropoli, composto da Alga (ヒメ?, Hime) e Nori (マリネ?, Marine), e sono dei personaggi ricorrenti della serie. Alga è un'Inkling, mentre Nori è una Octoling. Nori faceva parte dell'esercito Octariano fino agli avvenimenti di Splatoon, quando decise di diventare un'Idol e conobbe Alga. In Splatoon 2 sostituiscono le Sea Sirens nel Notiziario di Coloropoli, presentando al giocatore gli scenari e gli Splatfest. Aiutano Numero 8 nella Octo Expansion, contattandola dall'esterno e combattendo direttamente con lei contro Tartar. In Splatoon 3 collaborano con il gruppo musicale Damp Socks, fanno un tour mondiale e ritornano a essere assistenti di Otto nella Torre dell'Ordine.
Giudigattino (コジャッジくん?, Kojajji-kun)
Gatto clone di Giudigatto introdotto in Splatoon 2. Svolge la stessa funzione di Giudigatto. Soffre di un complesso di inferiorità rispetto quest'ultimo. In Splatoon 3, dopo la sconfitta di Ursus, sembra prendere possedimento della Ursus & Co.
Trio Triglio (すりみ連合?, Surimi rengō)
Doppiate da: Anna Sato (Pinnuccia), Laura Yokozawa (Morena). Il doppiatore di Mantaleo è attualmente sconosciuto.
Trio idol pop di Splatville, composto da Pinnuccia (楓火?, Fūka), Morena (空帆?, Utsuho) e Mantaleo (マンタロー?, Mantarō). Pinnuccia è una Octoling, Morena un'Inkling e Mantaleo una manta. Sostituiscono le Tenta Cool in un nuovo notiziario chiamato Splatcast Anarchia. In Splatoon 3 inizialmente attaccano il protagonista per impossessarsi del "tesoro", ma alla fine collaborano. È stato rivelato che avranno un ruolo importante nello spin-off Splatoon Raiders.
Acht (アハト?, Ahato)
Anche conosciuta come Dedf1sh, è una musicista introdotta nella Octo Expansion. È una Octoling amica di Nori. Appare fisicamente però nella Torre dell'Ordine, dove aiutare Otto a superare la torre.

## Antagonisti
DJ Octavius (DJタコワサ将軍?, DJ Takowasa Shōgun)
Leader degli Octariani e l'antagonista principale di Splatoon e Splatoon 2. Combatté contro Seppia e gli Inkling nella Grande Mischia Mollusca 100 anni prima di Splatoon. Nei primi due giochi rapisce il Gran Pescescossa, ma viene sconfitto rispettivamente dalla Capitana e da Numero 4. In Splatoon 3 invece collabora con Numero 3 per sconfiggere Ursus.
Comandante Tartar (タルタル総帥?, Tarutaru Sōsui)
Intelligenza artificiale programmata dal "professore", proprietario di Giudigatto, ed è l'antagonista principale della Octo Expansion. È stato costruito per trasferire la conoscenza umana alla prossima specie dominante, ma non reputa Inkling e Octoling tali. Decide quindi di alterare il DNA delle due specie per riportarli allo stato primordiale e senza libero arbitrio. Viene sconfitto da Otto e le Tenta Cool.
Ursus (クマサン?, Kuma-san)
Anche conosciuto come Anomalia Ursina #3 (実験体 熊三号?, Jikken-tai kumasan-gō), è il capo dell'azienda Ursus & Co e l'antagonista principale di Splatoon 3. Viene introdotto in Splatoon 2 come direttore della modalità di gioco "Salmon Run". In Splatoon 3, grazie a tutte le uova collezionate nel secondo capitolo, cerca di riportare i mammiferi come specie dominante della Terra, ma viene sconfitto da Numero 3, Salmonello e Octavius. Nei log di Alterna si scopre che era l'unico sopravvissuto della sua specie ed era stato ibernato per 12000 anni, viaggiando nello spazio.
Minusco (コダコ?, Kodako)
Anche conosciuto come Ordine (オーダ?, Ōda), è un'intelligenza artificiale sviluppata da Nori per il Noriverse e l'antagonista principale della Torre dell'Ordine. A causa del suo programma, decide di creare un mondo ordinato, prendendo la coscienza di diversi abitanti del mondo e intrappolandole nel Noriverse. Viene sconfitto diverse volte da Otto, durante le sue scalate della torre. Alla fine rinuncia al piano e fa amicizia con la protagonista, chiedendo a lei e alle Tenta Cool di "tornarlo a visitare ogni tanto".

## Personaggi secondari
Capoturia (ナマコ車掌?, Namako Shashō)
È un cetriolo di mare introdotto nella Octo Expansion. È il direttore principale della Metropolpitana.
Don Isopo (グソクさん?, Gusoku-san)
È un Isopode gigante introdotto nella Octo Expansion. È un abitante della Metropolpitana che colleziona Souvenir Impastec. Riappare in Splatoon 3 a Piazza Coloropoli.
O.R.C.A. (イルカ?, Iruka)
È un'intelligenza artificiale introdotta in Splatoon 3. È stata sviluppata dagli umani prima della estinzione per preservare la loro storia e registrare nuovi avvenimenti. Il suo vero nome è Onnisciente Registratore Computerizzato di Alterna (Intelligent Recording Computer of Alterna)
Cifero (ユメエビ?, Yume'ebi)
È una Luciferidae. Gestisce un negozio nel Noriverse in cui vende decorazioni, sticker, banner e armature in cambio di perle.

### Commercianti

#### Coloropoli
Meduso (エチゼン?, Echizen)
È una medusa. Proprietario del negozio di abbigliamento "Meduchic", con il suo senso dello stile è visto come un dio della moda da tutti i giovani Inkling della città.
Gamberto (ロブ?, Rob)
È un gamberetto. Proprietario del negozio di scarpe "Gamberto scarpe", noto per essere il noncurante amichevole. In Splatoon 2 gestisce il "Fritto e Rifritto", mentre in Splatoon 3 viaggia per il mondo.
Anemonica (アネモ?, Anemo)
È un'anemone di mare. Timida proprietaria del negozio di copricapi "Testa a posto", estremamente riservata e rimuginante, proprio per il suo fascino è nota per avere numerosi fan segrete. Sulla sua testa si nasconde Remo (クマノ?, Kumano), un pesce pagliaccio molto ostile nei confronti dei clienti.
Richie (ダウニー?, Daunii)
È un Arbacia lixula. Commerciante di strada dall'aspetto poco rassicurante, il suo mestiere è procurare capi d’abbigliamento che non si trovano in negozio su richiesta dei clienti e, oltre a ciò, modifica le abilità dei cappi d’abbigliamento. In Splatoon 2 va in pensione, ma ritorna in Splatoon 3.
Army (マメブキチ?, Mamebukichi) e Andy (ツブブキチ?, Tsububukichi)
Sono due Triops. Sostituiscono Armand a Coloropoli in Splatoon 3. Dopo l'uscita di Torre dell'Ordine, Andy si sposta a Piazza Coloropoli.
Tempurio (アジオ?, Ajio)
È un trachurus japonicus fritto. Sostituisce Gamberto a "Gamberto scarpe" in Splatoon 3.

#### Piazza Coloropoli
Macalù (ミウラ?, Miura)
È una lumaca di mare simile alla ballerina spagnola. Ha una personalità molto rilassata. Gestisce "Karma & Cappelli" insieme a Krill (エビィ?, Ebī), un periclimenes imperator che vive sulla sua testa.
Cnidario (ビゼン?, Bizen)
È una medusa e figlio di Meduso. Gestisce l'"Atelier Celenteron". Ha una parlata molto antiquata, avendo studiato su testi antichi, tuttavia è sempre all'ultima moda.
Ezechele (シガニー?, Shiganī)
È un granchio gigante del Giappone giallo. Gestisce "Carpe coi Tacchi". Si atteggia anche lui in modo rilassato.
Echino (スパイキー?, Supaikī)
È un Arbacia lixula ed erede di Richie. Svolge il suo stesso ruolo in Splatoon 2, dove è poco più di un bambino. Ritorna a Splatville in Splatoon 3 adolescente permettendo sempre gli stessi servizi.

#### Splatville
Nautimo (オームラ?, Ōmura)
È una nautilus. Gestisce "Guscintesta" assieme a Lumacarlo (タニシ店長?, Tanishi tenchō), una Viviparidae. Nautimo sembra molto pigro, mentre Lumacarlo ha energia da vendere.
Meddy (ハナガサ?, Hanagasa)
È una medusa. Gestisce "La Modusa". Parla in modo molto formale.
Granluca (ヤシガニさん?, Yashigani-san)
È granchio del cocco. Gestisce "Chelescarpe". Nonostante il suo aspetto imponente, è molto timido e amichevole.
Monia (パル子?, Paruko)
È un'anemone di mare, cantante e musicista di sintetizzatore per il gruppo Chirpy Chips, introdotto in Splatoon. Le musiche del gruppo sono apparse in tutti i capitoli della serie, ma nessun componente è apparso mai fisicamente fino a Monia in Splatoon 3. Monia gestisce "Misto mare" dopo che il manager l'ha incaricata uscendo. È accompagnata da un pesce pagliaccio senza nome che sta morendo.